# Atorellidae
Famille
Les Atorellidae sont une famille des méduses (groupe de cnidaires) de l'ordre des Coronatae.

## Systématique
La famille des Atorellidae a été créée en 1902 par le zoologiste allemand Ernst Vanhöffen (1858-1918).

## Liste des genres
Selon World Register of Marine Species (10 septembre 2021) :
- genre Atorella Vanhöffen, 1902 — 5 espèces